# Palazzo Machiavelli
Palazzo Machiavelli è un edificio storico del centro di Firenze, situato in via Santo Spirito 5-7 angolo via dei Coverelli 6. L'edificio è tutelato da vincolo architettonico dal 1914.

## Storia
La famiglia Machiavelli risiedeva prevalentemente nell'attuale via Guicciardini, ma possedeva fin dalla prima metà del XV secolo alcuni fabbricati all'inizio di via Santo Spirito, detta allora il "Fondaccio". Nel 1340, in seguito a un incendio che distrusse quelle case, fu iniziata, all'angolo con la via de' Coverelli, già Chiasso perduto, l'edificazione di un grande palazzo, l'unico che la famiglia abbia mai avuto a Firenze. La costruzione doveva essere terminata nel 1427 quando, al catasto fiorentino erano censiti vari edifici dei Machiavelli, precisamente di Gherardo di Boninsegna. Qui visse per un certo periodo anche Niccolò Machiavelli, che morì in un palazzetto in via Guicciardini distrutto durante la seconda guerra mondiale. Per tre secoli, fino alla morte di Francesco Maria Machiavelli, la proprietà rimase della famiglia e successivamente pervenne, insieme ad altri beni, ai Rangoni che assunsero il cognome Machiavelli. Fu poi dei Barberini, e verso la metà del XIX secolo fu del conte Antonio Falardeu, figlio nato dal matrimonio contratto nel 1861 tra i pittore canadese Antoine Sébastien Falardeau (1822-1889) con Caterina Mannucci Benincasa, figlia del marchese Francesco Mannucci Benincasa Capponi. 
Il conte Antonio vi effettuò importanti restauri terminati nel 1863, come testimonia una lapide apposta nell'androne del palazzo. Al piano terreno del palazzo ebbe poi lo studio il pittore e scrittore Garibaldo Cepparelli (1860-1931), che a lungo fu animatore di un vivace salotto artistico letterario. Nel 1916 su via de' Coverelli fu aperta una finestra uguale ad un'altra esistente. Nel 1966-1967 il palazzo fu oggetto di un intervento di restauro premiato dalla Fondazione Giulio Marchi nel 1969. Oggi è diviso in più unità condominiali.

## Descrizione

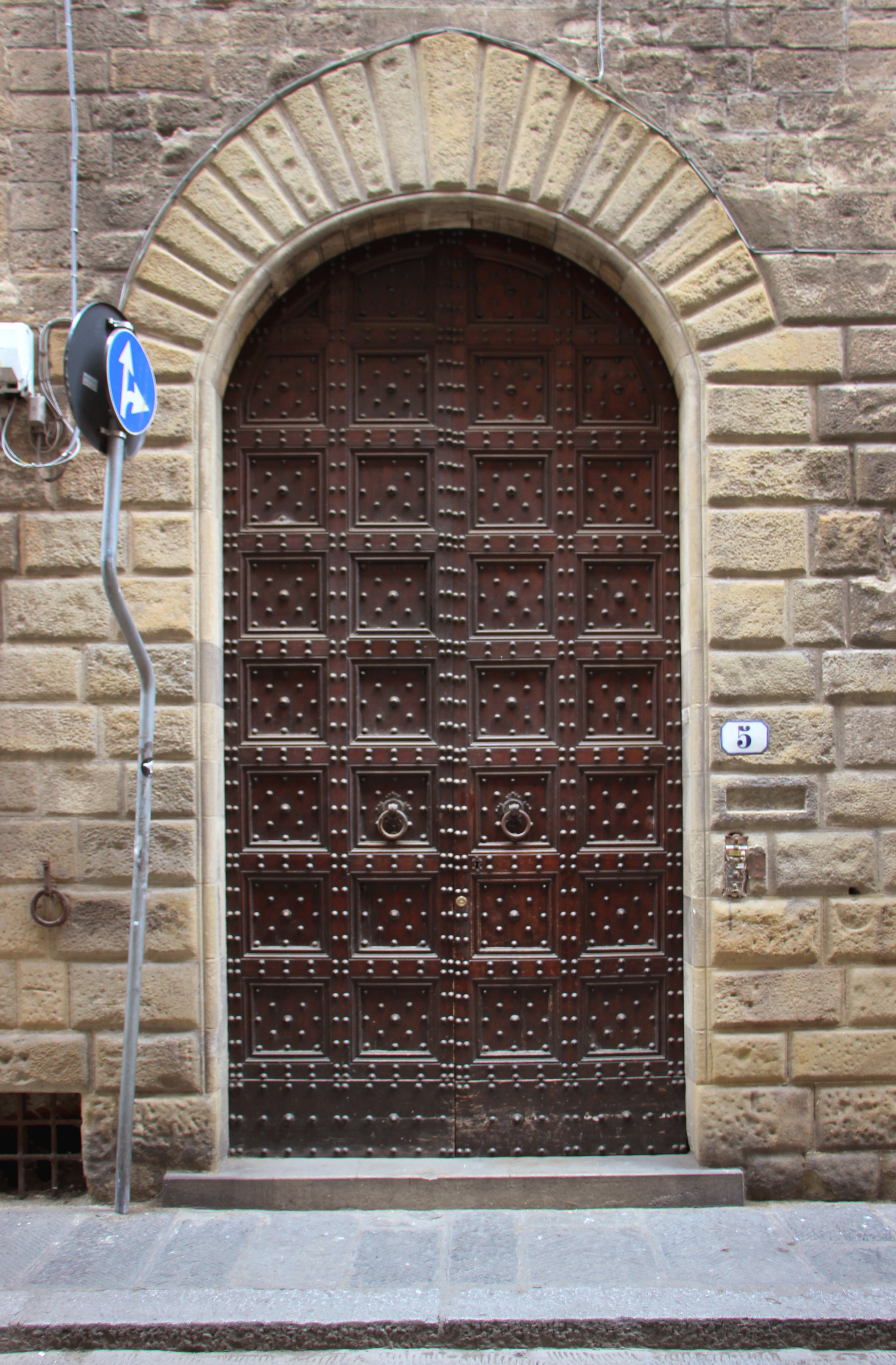
Portale

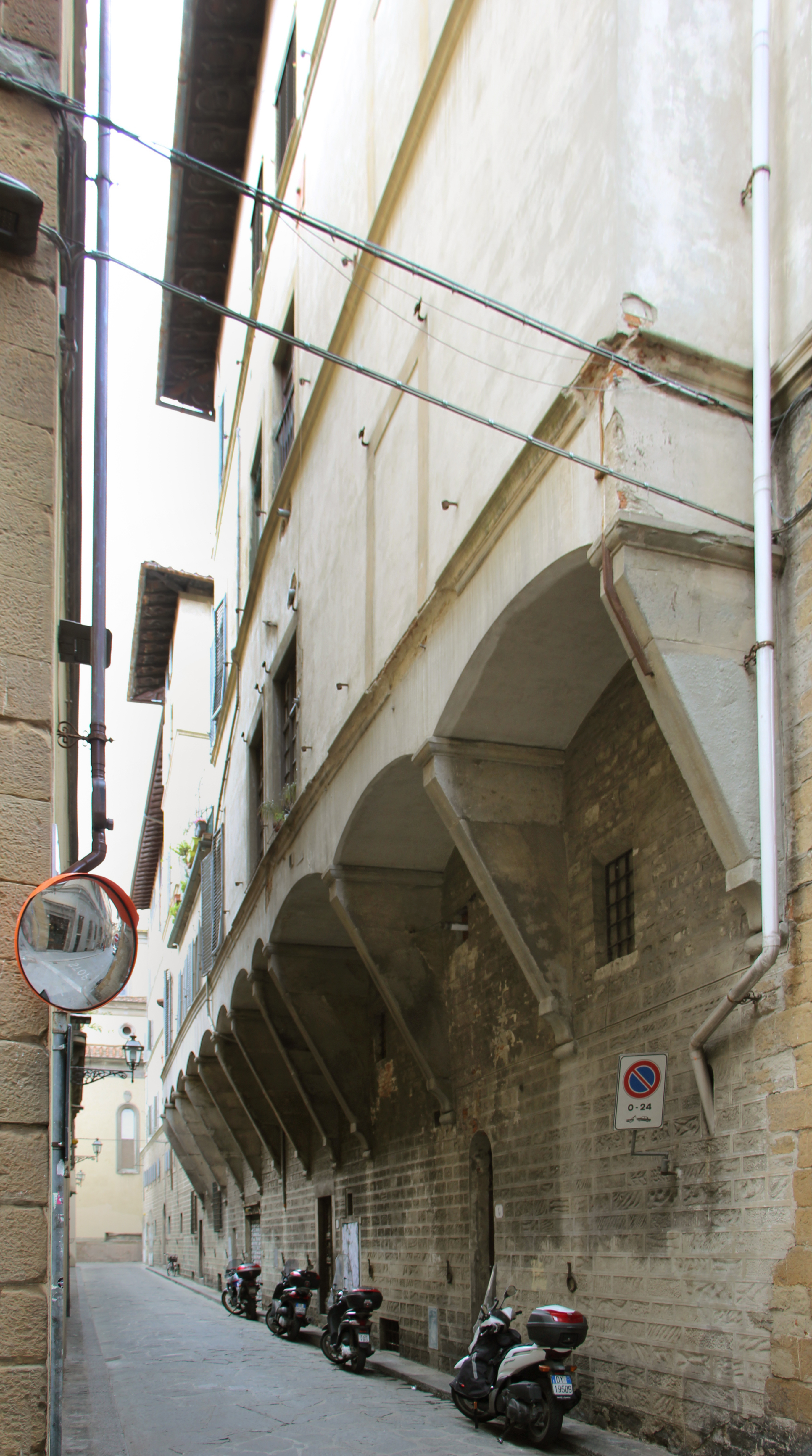
Gli sporti su via Coverelli

Il palazzo è costituito da quattro piani e un mezzanino fuori terra. La facciata principale presenta un bugnato rustico al piano terreno, dove si aprono due grandi portali ad arco e alcune semplici finestre rettangolari. Al piani superiori si allineano sette assi di finestre, legate da una cornice marcadavanzale. 
Sul lato di via de' Coverelli il palazzo si sviluppa in profondità e si affaccia con sporti con, al terreno, un parato in pietra artificiale (di mediocre fattura). Sotto uno di questi sporti si trova un rilievo votivo in marmo con Santa Barbara. Sul fronte principale, al piano nobile, sono distribuiti tre scudi in terracotta in cattive condizioni di conservazione, il primo a sinistra con l'arme dei Machiavelli (alla croce angolata da quattro chiodi), gli altri sono più danneggiati, e dovrebbero essere Barberini (fasciato a tre api montanti 2.1) e l'altro Vespucci (alla banda seminata di api o vespe accompagnata nel cantone sinistro del capo da un vaso  con una pianta fiorita). Un ulteriore stemma, illeggibile, si trova su via dei Coverelli 12, dove esistevano le case attigue al palazzo in cui viveva la servitù, confinanti con la basilica di Santo Spirito.
Nell'androne che si apre al numero civico 7 è la lapide relativa all'intervento promosso da Antonio Falardeau nel 1863, oltre a un busto in gesso raffigurante Filippo Brunelleschi, uno stemma Buondelmonti con la data 1865 e un altro stemma con motto sulla volta, all'attaccatura della lampada. Sulla volta dello stesso è uno scudo dipinto con un'arme che potrebbe essere una variante di quella dei da Barberino (correttamente: d'azzurro, a tre api montanti d'oro, 2.1.), accompagnata dal motto "meliora libant" e avvicinabile a quella in terracotta, frammentaria, che segna al centro il fronte del palazzo. 
| QUESTE CASE GIÀ DE MACHIAVELLI IL CAVALIER ANTONIO FALARDEAU RESTAURAVA NEL MDCCCLXIII |

Nel cortile è una bella loggia a due piani. All'interno sono conservati molti elementi architettonici originari come soffitti a cassettoni, volte a botte, affreschi sulle pareti e sui soffitti.

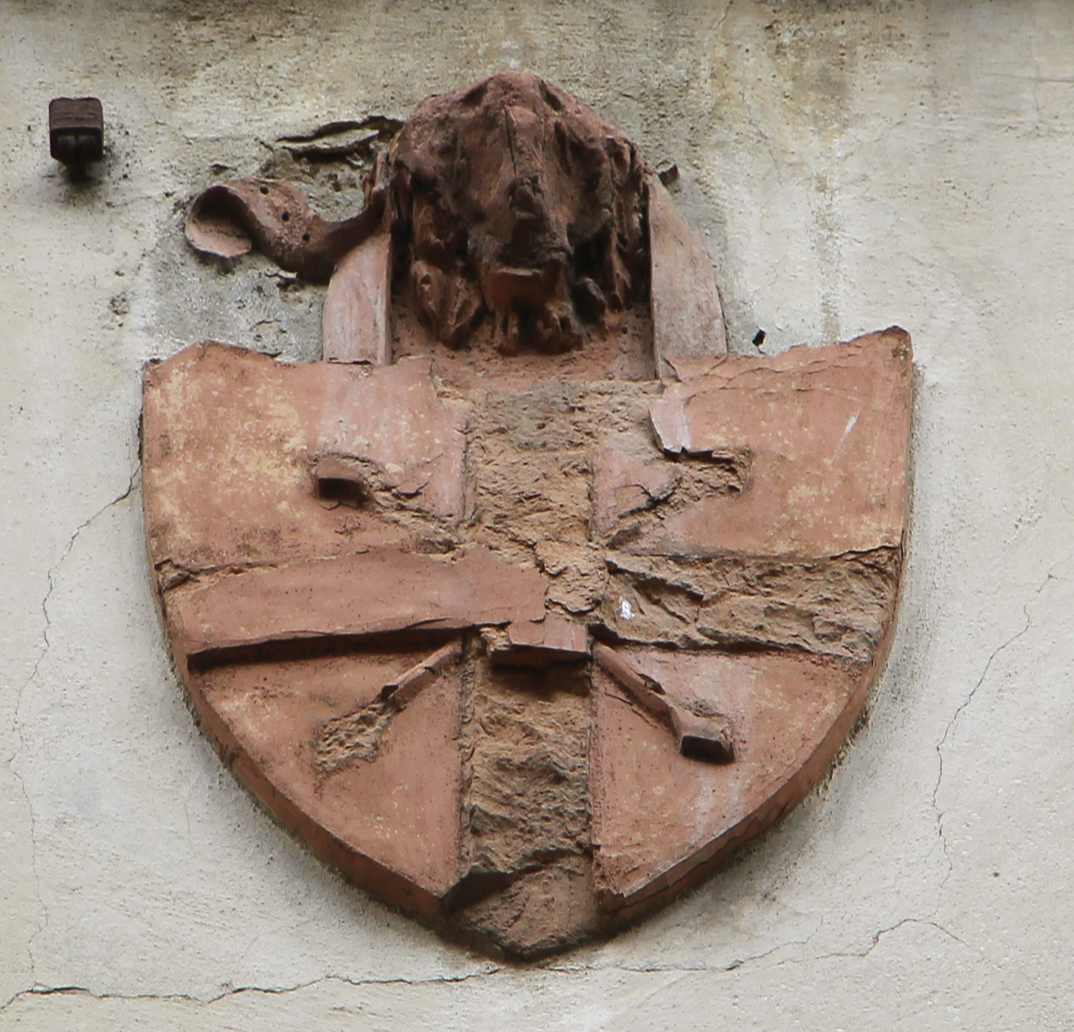
Stemma Machiavelli
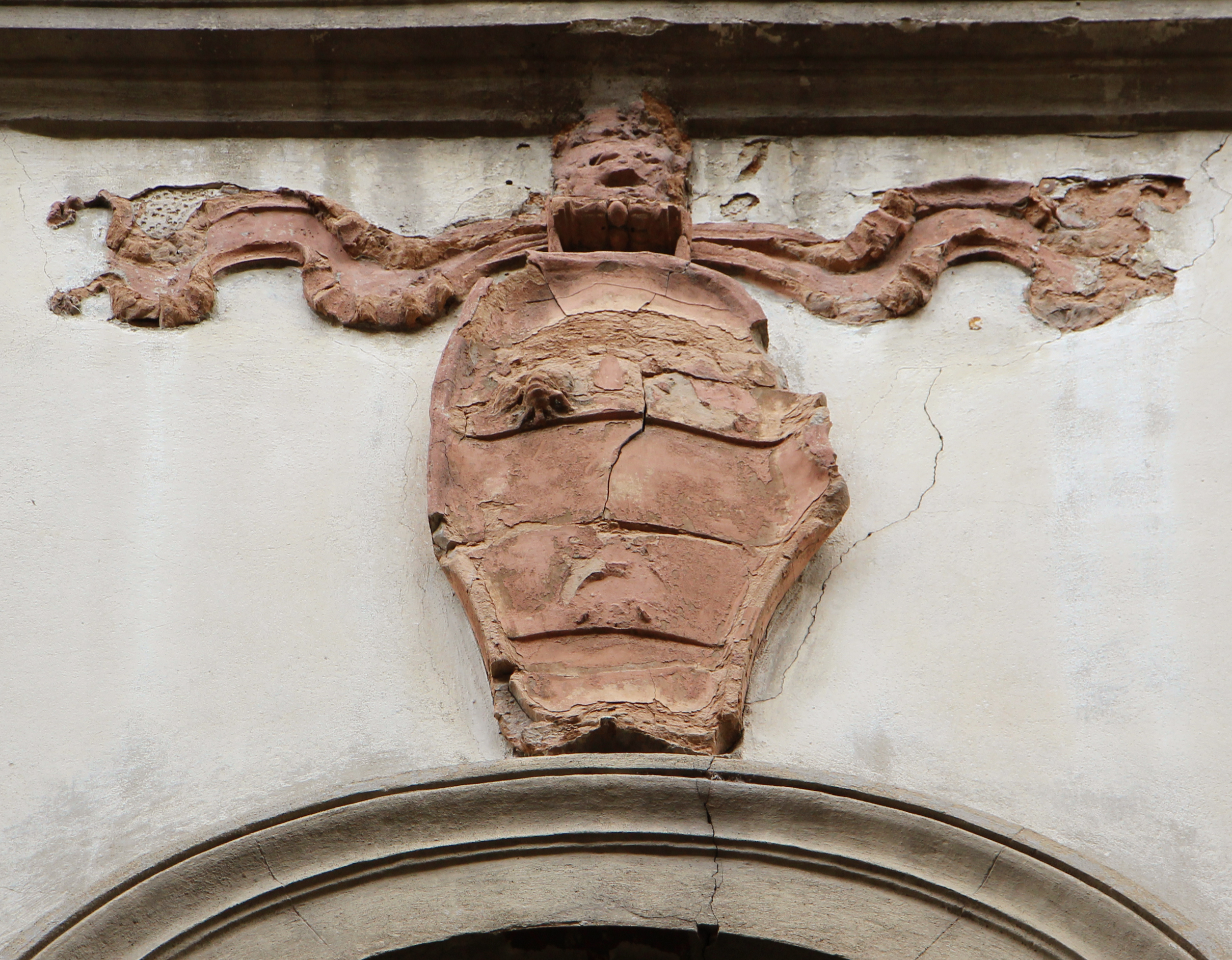
Stemma Barberini
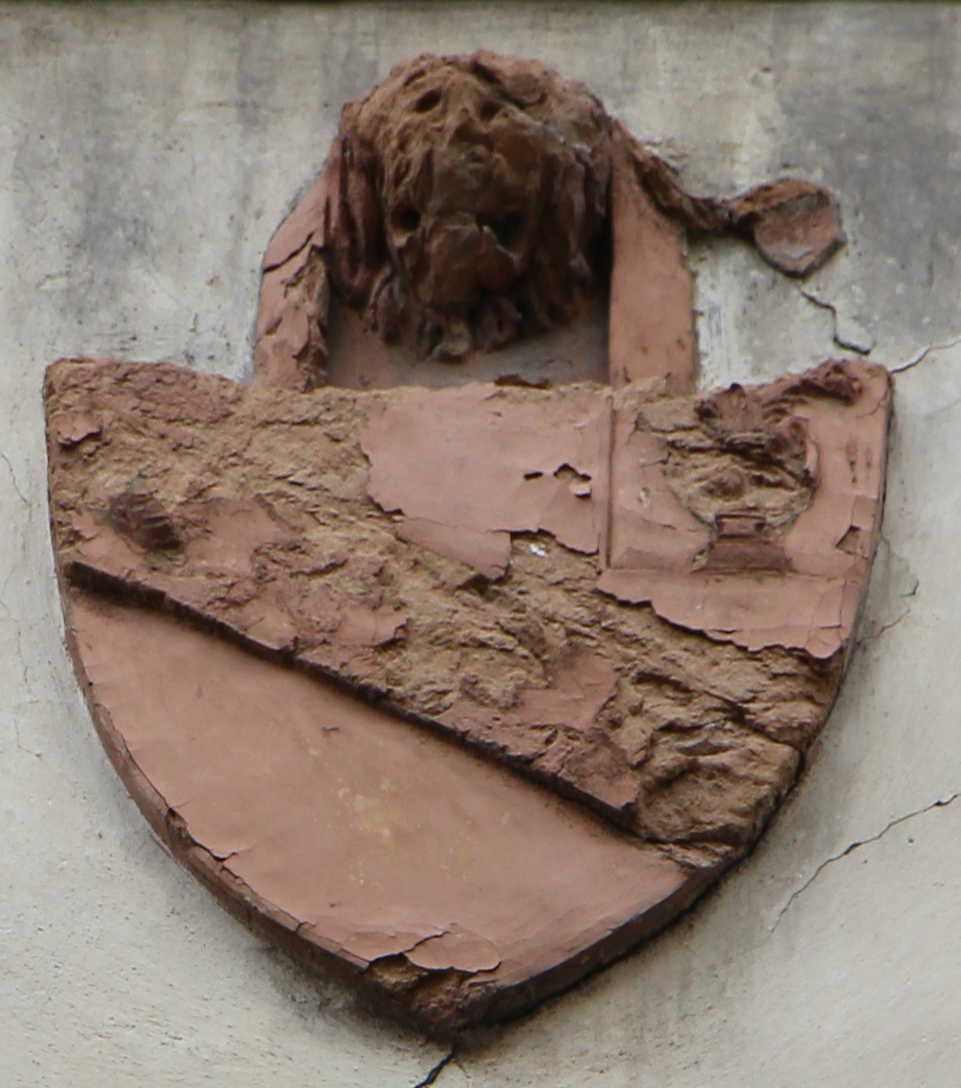
Stemma Vespucci
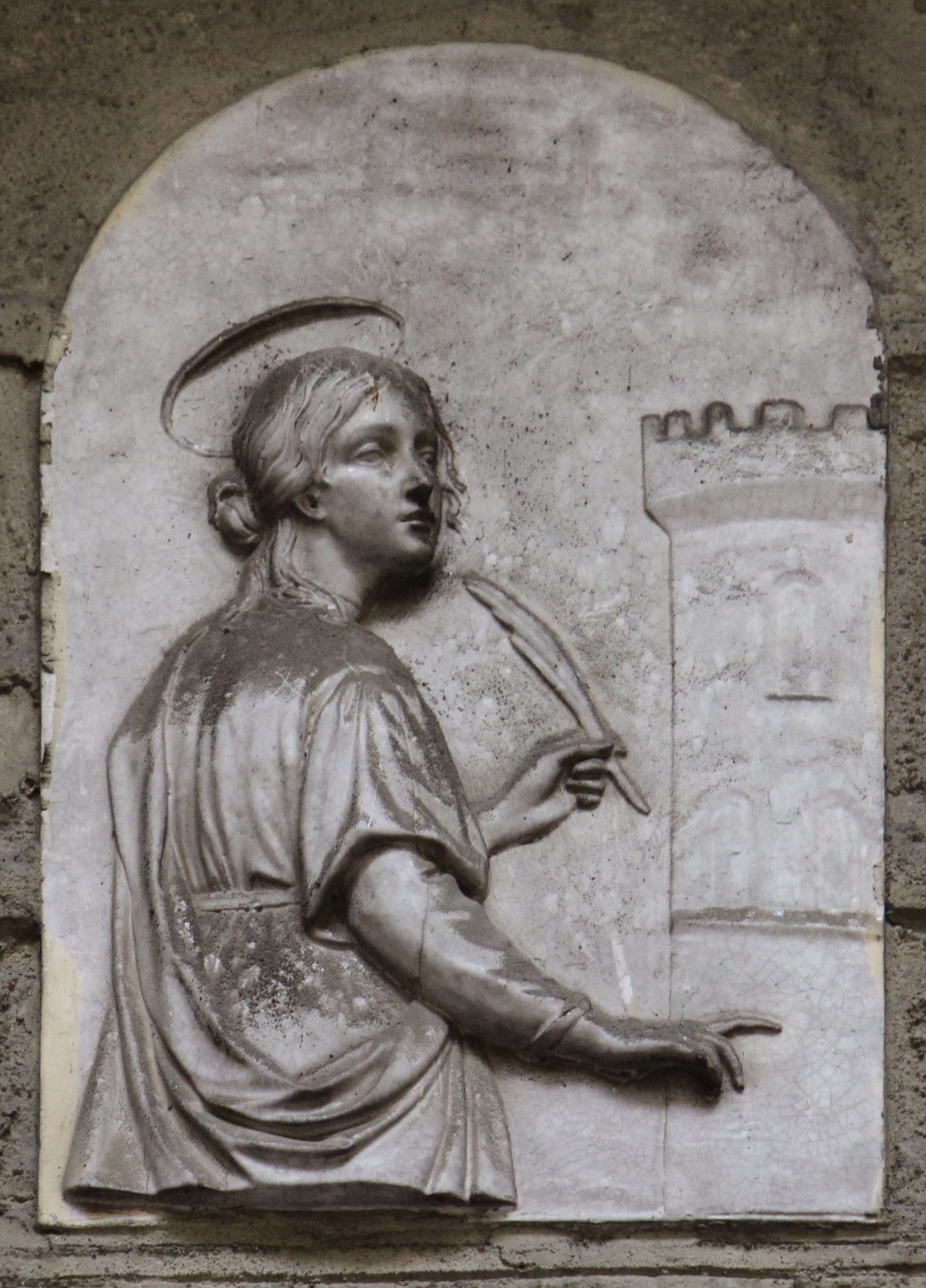
Il tabernacolo.